# 平和の地政学
『平和の地政学』(The Geography of the Peace)とは1944年に出版された政治学者ニコラス・スパイクマンによる地政学の研究である。
スパイクマンは1943年に49歳で癌により亡くなった。この時に残された資料や地図、手紙、講演録などを再構成してまとめたのがこの著作である。

## 内容

### 地理学の基礎
スパイクマンは地政学の基礎的な理解として国際関係におけるパワーと地理の重要性を指摘する。戦時における軍事戦略のように平時においても政治戦略として国家はパワーを発揮することが求められる。主権国家は領土という地理的な制約を持っており、その国土、そしてその国土に存在する人口や資源はパワーを構成して対外政策に影響する。
これを観察するためには地政学の分析のための地図が必要である。最も完全な地図は地球儀であるが、平面図とするならば地図学の一般問題として距離、方向、形状、領域に歪みが生じることは避けられない。地図は投影図としての形式から円錐図法、方位図法、円筒図法に大別することが可能であるが、それぞれに分析上の利点と問題があることを理解しないとならない。例えば極点等距離図法で北極点を中心に投影すれば、得られる地図は北アメリカ大陸とロシア地域の近接性が明らかにするものである。
地球は球体であることを考えればあらゆる国家はその位置関係から常に包囲されており、スパイクマンは「世界中に包囲されている」と述べている。この包囲は中心国を設定した場合に周辺国からのパワーの影響を受け、それは地形学的な交通路や障害地域により左右される。また気候学の観点から見れば降水量はその地域の人口を増大させ、その地域の潜勢力を高めている。

### 地政学的な世界観
シーパワーの発展によって世界は一体化し、それぞれの大陸間で相互交流ができるようになった。世界を一つの体系として観察する視点は海だけでなく空も対象として含むものである。先行研究であるハルフォード・マッキンダーの『デモクラシーの理想と現実』によれば、ユーラシア大陸を世界全体の中で最大の大陸、すなわち世界島として考えており、広大なシベリアをハートランドと概念化することが論じられている。
ハートランドには以前から遊牧民が存在しており、遊牧民は世界史を通じて海洋に向けて断続的に軍事的圧力をかけ続けてきた。ハートランドから海洋に至るまでに存在するユーラシアの沿岸全域は内側の三日月地帯と呼ばれ、ここには外洋と直接的に接続している諸国家が存在しており、またその海洋の外側には外側の三日月地帯が存在する。
このマッキンダーの地政学の概念はユーラシア大陸の地形学的な性質から再検討すれば、ハートランドはそのまま使用できるが、内側の三日月地帯と呼ばれる沿岸地帯はむしろリムランドと呼ばれるべきであるとスパイクマンは提唱する。ユーラシア大陸を外洋から分離する周辺海域や地中海は海の公道を構築しており、そのさらに外側にはイギリス、アフリカ、オーストラリア、日本などの外側の三日月地帯が広がっている。
ハートランドの重要性は内陸部の交通手段が海上輸送と競合できるほどに発展すれば、世界島の中央に位置するために国土の潜在力が向上することにある。ハートランドはユーラシア大陸の中心に位置するためにリムランドよりも交通の利便性が高く、例えばイギリスが海軍力を大陸の反対側に送るために迂回している間にロシアはハートランドの内部に存在する鉄道を使用することが可能である。これはロシアが重大な脅威となりうることを示しており、また位置に関する基本的な関係、中央と周辺の関係である。
またマッキンダーによれば内側の三日月地帯すなわちリムランドはヨーロッパ沿岸、アラビア半島、アジアのモンスーン気候から構成されており、水陸両用国家が存在しているとされている。そしてこの地域はシーパワーとランドパワーの巨大な緩衝地帯となっているだけでなく、農業や産業が活発に行われており、人口密度の高いリムランドが世界情勢にとって重要である。このことはスパイクマンが「リムランドを支配するものがユーラシアを制し、ユーラシアを支配するものが世界の運命を制する」と述べていることからも分かる。

### 世界戦略
ユーラシア大陸のリムランドは今後の紛争地帯の候補地である。これはハートランドへの入り口になっており、満州、華中、インド半島、イラク、黒海、ポーランドなどの回廊地帯が列挙できる。ユーラシア大陸での紛争には、リムランドに向かって圧力をかけるハートランドから来る勢力との紛争、リムランド内部での紛争、そして外側の三日月地帯からリムランドに向かう勢力による紛争の三つの形態がある。それを防遏するためにはアメリカ合衆国がユーラシアに接近して包囲の態勢を構築し、勢力均衡を確保しなければならない。
またエアパワーの発展によりアメリカからユーラシアへのアクセスという新しい地政学的な視点が必要となった。エアパワーとは航空機と航空基地の総合であり、地形の影響を受けない交通手段である。そうなると従来では障害として存在していた北極海も通過可能な領域となるため、アメリカとユーラシアにとって北極の重要性が高まることになる。ここでの重要性は経済よりもむしろ軍事の観点から見たものである。ただしエアパワーの力量には限度があり、輸送力や攻撃力は限定的である。そのために伝統的なシーパワーの重要性が失われることにはならない。
第二次世界大戦が終結してからはユーラシア大陸での勢力均衡の維持が問題となる。アメリカの国益にとってリムランド統一を阻止する国家との協力が必要であり、またロシアやイギリスなどの大国にとってもヨーロッパやアジアで強大な国家が台頭することは安全保障の問題となる。したがってアメリカ、イギリス、ロシアの参加国はそれぞれの国土の地理的特性を生かしながら連携しながら安全保障政策をとることが最も利益となる。